# Belisana sumba
Belisana sumba es una especie de añaña araneomorfas de la familia Pholcidae.

## Distribución geográfica
Es endémica de la isla de Sumba (Indonesia).